# Sin-muballit

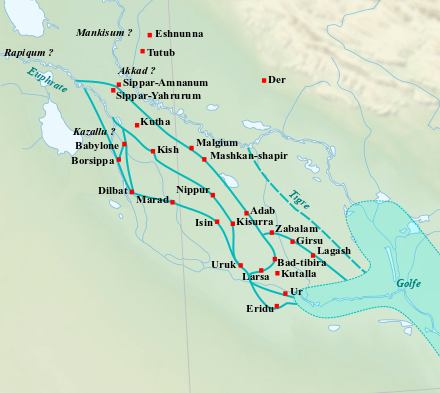
Mapa ważniejszych miast południowej Mezopotamii w 1 połowie II tys. p.n.e.

Sin-muballit (Sîn-muballiṭ) – piąty król ze słynnej I dynastii z Babilonu, następca Apil-Sina i ojciec Hammurabiego, panował przez 20 lat (1812-1793 p.n.e. - chronologia średnia).
Władca ten kontynuował z wielkim rozmachem rozbudowę systemu obronnego państwa, wznosząc nowe fortyfikacje i umocnienia. W 1810 r. p.n.e. zorganizował koalicję państw północnej Babilonii przeciw królowi Larsy - Rim-Sinowi I, którą ten jednak zdołał pokonać. 11 lat później, w 1799 r. p.n.e., Sin-muballit zaatakował Rim-Sina I ponownie i zdołał pokonać w otwartej bitwie wojska Larsy, wieńcząc sukces zdobyciem niedługo później ważnego miasta Isin (1796 r. p.n.e.). Umierając pozostawił on swemu synowi Hammurabiemu państewko małe, lecz silne i rozwinięte gospodarczo.